# 永渡村
永渡村（ながとそん）は、広島県神石郡にあった村。現在の神石郡神石高原町の一部にあたる。

## 地理
帝釈川、高光川の流域に位置していた。
- 山岳：須子山[3]

## 歴史
- 1889年（明治22年）4月1日、町村制の施行により、神石郡相渡村、永野村が合併して村制施行し、永渡村が発足[1][2]。
- 1919年（大正8年）永渡郵便局開設[2]。
- 1924年（大正13年）水力発電用帝釈川ダム（神竜湖）完成[2]。
- 1934年（昭和9年）神竜湖遊覧船沈没事故発生[2]。
- 1955年（昭和30年）3月31日、神石郡神石町に編入され廃止[1][2]。

### 地名の由来
合併旧村名の各一文字を組み合わせたもの。

## 産業
- 農業、桑、葉煙草、コンニャクイモ、和牛[2]

### 鉱山
- 奈賀野鉱山[4]

## 名所・旧跡
- 帝釈峡[2]